# 991
| 991                |
| ------------------ |
| Dødsfald - Fødsler |
| • Begivenheder     |

| Gregoriansk kalender | 991 CMXCI               |
| Ab urbe condita      | 1744                    |
| Armensk kalender     | 440 ԹՎ ՆԽ               |
| Kinesiske kalender   | 3687 – 3688 庚寅 – 辛卯 |
| Etiopisk kalender    | 983 – 984               |
| Jødisk kalender      | 4751 – 4752             |
| Hindukalendere       |                         |
| - Vikram Samvat      | 1046 – 1047             |
| - Shaka Samvat       | 913 – 914               |
| - Kali Yuga          | 4092 – 4093             |
| Iransk kalender      | 369 – 370               |
| Islamisk kalender    | 381 – 382               |

Se også 991 (tal), havnebus 991

## Begivenheder
- Slaget ved Maldon